# Tibouchina echinata
Tibouchina echinata là một loài thực vật có hoa trong họ Mua. Loài này được (Ruiz & Pav.) Cogn. miêu tả khoa học đầu tiên năm 1891.